# Kristína Nevařilová
Kristína Nevařilová es una deportista eslovaca que compite en piragüismo en la modalidad de eslalon. Ganó una medalla de bronce en el Campeonato Mundial de Piragüismo en Eslalon de 2014 y dos medallas en el Campeonato Europeo de Piragüismo en Eslalon, oro en el 2015 y bronce en 2016.

## Palmarés internacional
| Campeonato Mundial | Campeonato Mundial             | Campeonato Mundial | Campeonato Mundial |
| Año                | Lugar                          | Medalla            | Competición        |
| ------------------ | ------------------------------ | ------------------ | ------------------ |
| 2014               | Deep Creek (Estados Unidos)    | Medalla de bronce  | K1 por equipos     |
| Campeonato Europeo |                                |                    |                    |
| Año                | Lugar                          | Medalla            | Competición        |
| 2015               | Markkleeberg (Alemania)        | Medalla de oro     | K1 por equipos     |
| 2016               | Liptovský Mikuláš (Eslovaquia) | Medalla de bronce  | K1 por equipos     |